# Шишов, Леонид Михайлович
Леонид Михайлович Шишов (3 июня 1922, дер. Озерники, Тульская губерния — 22 января 1993, Москва) — советский военнослужащий, участник Великой Отечественной войны, Герой Советского Союза, заместитель командира эскадрильи 61-го штурмового авиационного полка 291-й штурмовой авиационной дивизии 2-й воздушной армии 1-го Украинского фронта, лейтенант.

## Биография
Родился 3 июня 1922 года в деревне Озерники. В Красной Армии с 1940 года. В 1942 году окончил Энгельсскую военно-авиационную школу пилотов. Участник Великой Отечественной войны с апреля 1943 года.
Заместитель командира эскадрильи 61-го штурмового авиационного полка лейтенант Леонид Шишов к середине декабря 1943 года совершил 111 боевых вылетов на штурмовку войск противника. В воздушных боях сбил 2 вражеских самолёта.
Указом Президиума Верховного Совета СССР от 13 апреля 1944 года за образцовое выполнение боевых заданий командования на фронте борьбы с немецко-фашистскими захватчиками и проявленные при этом мужество и героизм, лейтенанту Шишову Леониду Михайловичу присвоено звание Героя Советского Союза с вручением ордена Ленина и медали «Золотая Звезда».
После войны продолжал службу в ВВС СССР. В 1950 году окончил Военно-воздушную академию. Служил в Главном штабе ВВС СССР.
С 1986 года генерал-майор авиации Л. М. Шишов — в запасе. Жил в городе-герое Москве. Умер 22 января 1993 года. Похоронен в Москве на Востряковском кладбище.
Награждён орденом Ленина, двумя орденами Красного Знамени, орденом Александра Невского, двумя орденами Отечественной войны 1-й степени, орденами Красной Звезды, «За службу Родине в Вооруженных Силах СССР» 3-й степени, медалями. Кандидат военных наук.

## Сочинения
- Шишов Л. Некоторые вопросы оперативного искусства ВВС в воздушных сражениях на Кубани в 1943 году. // Военно-исторический журнал. — 1983. — № 5. — С.21-29.
- Шишов Л. М., Пахнин Л. Н. Действия штурмовой авиации в горах (по опыту Великой Отечественной войны). // Военно-исторический журнал. — 1988. — № 1. — С.33-37.